# Габкерн
Габкерн (нім. Habkern) — громада  в Швейцарії в кантоні Берн, адміністративний округ Інтерлакен-Обергаслі.

## Географія
Громада розташована на відстані близько 40 км на південний схід від Берна.
Габкерн має площу 51 км², з яких на 1,3% дозволяється будівництво (житлове та будівництво доріг), 39,4% використовуються в сільськогосподарських цілях, 50% зайнято лісами, 9,3% не є продуктивними (річки, льодовики або гори).

## Демографія
2019 року в громаді мешкало 648 осіб (+1,6% порівняно з 2010 роком), іноземців було 7,6%. Густота населення становила 13 осіб/км².
За віковим діапазоном населення розподілялося таким чином: 21,3% — особи молодші 20 років, 56,5% — особи у віці 20—64 років, 22,2% — особи у віці 65 років та старші. Було 279 помешкань (у середньому 2,3 особи в помешканні).
Із загальної кількості 266 працюючих 146 було зайнятих в первинному секторі, 41 — в обробній промисловості, 79 — в галузі послуг.